# Гантели

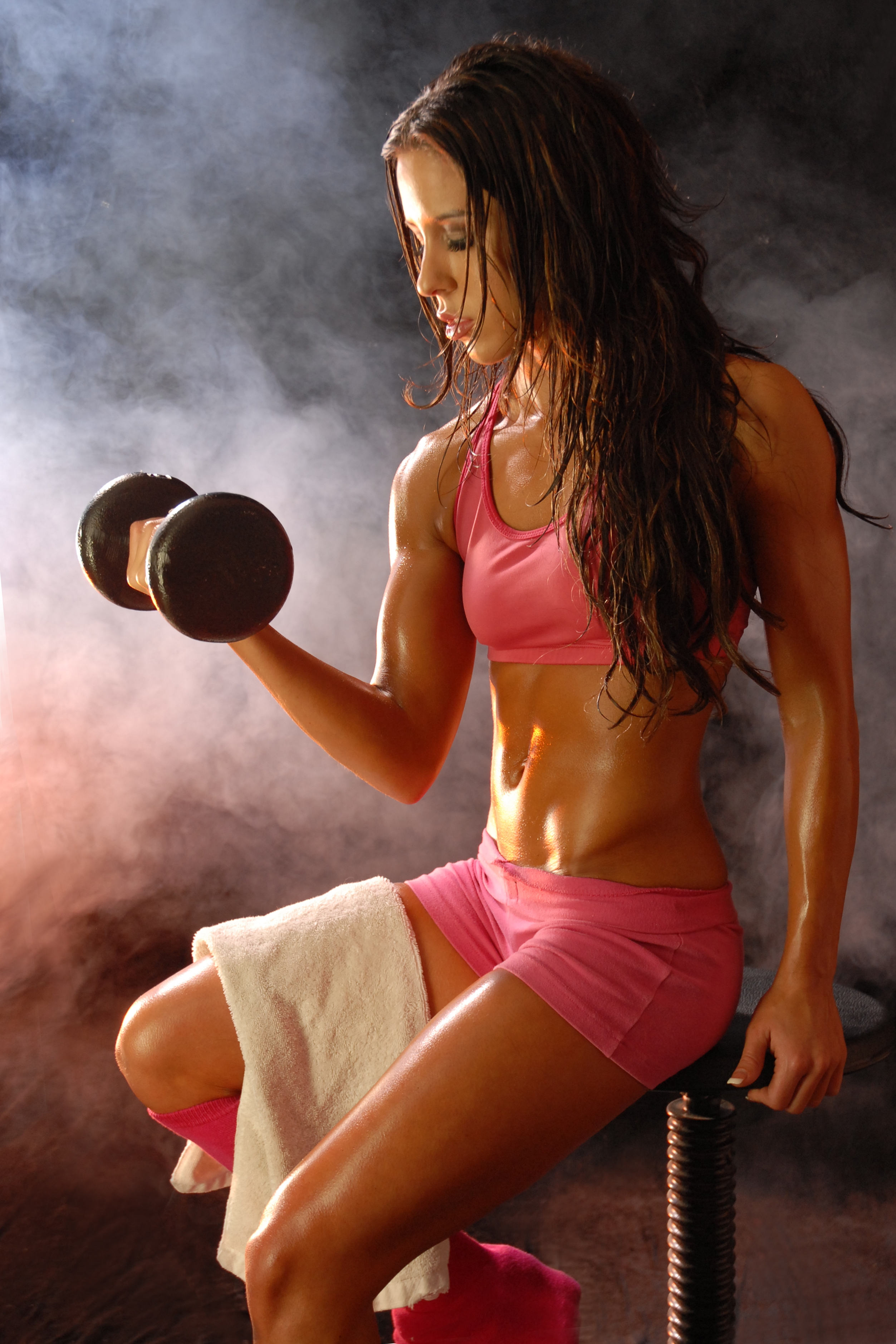
Упражнение с гантелями

Ганте́ли (от нем. Hantel) — спортивный инвентарь для выполнения физических упражнений с отягощениями, направленный на развитие мышц, укрепление суставов и общей работоспособности организма.

## Конструкция

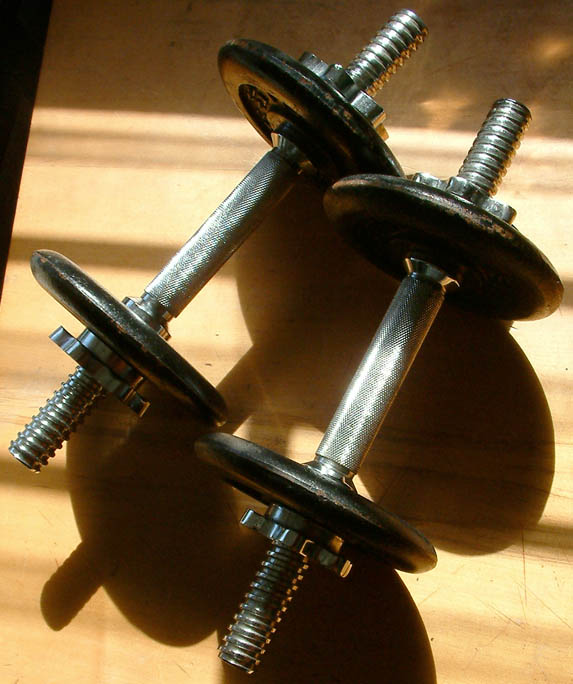
Разборные гантели

Гантели бывают цельнолитыми и разборными.
Как правило, классические цельнолитые гантели имеют форму двух шаров, соединённых посередине рукоятью для захвата рукой. В настоящее время встречаются цельнолитые гантели, имеющие форму 6-гранных призм, соединённых рукоятью, и часто обрезинены. Такая форма делает возможной постановку тяжёлой гантели торцом на переднюю поверхность бедра в подготовительной фазе такого упражнения, как «жим гантелей на горизонтальной скамье», что невозможно выполнить с гантелью классической формы при использовании тяжёлых весов. 6-гранная форма не даёт гантели раскатываться по полу.
Разборные гантели чаще всего имеют вид небольшого стержня (грифа), на который с двух сторон навешиваются необходимое количество сменных дисков (блинов) до нужной массы, и закрепляются фиксатором. Грифы разборных гантелей имеют рифление, которое не даст гантели выскользнуть из влажной руки.
Помимо двух описанных выше видов гантелей есть третья их разновидность — гантели с регулируемой массой. Их особенность состоит в механизме быстрой регулировки. Выбор рабочей массы осуществляется путём поворота диска, который расположен на головке блинов. Это даёт возможность экономить время и силы на подбор массы снаряда, быстро её снижать или повышать.
Это позволяет использовать такие методы интенсификации силового тренировочного процесса, как дроп-сеты и супер-сеты, а также иные, более сложные варианты жима гантелей лёжа (жим узким нейтральным хватом, жим с пронацией). В комплект с гантелями регулируемой массы идёт подставка для гантели, так как это даёт возможность использовать подобные снаряды намного эффективнее. Масса таких гантелей, как правило, варьируется в пределах от 2,5 кг до 24 кг. Всего присутствует 15 уровней регулировки массы гантели.

## История

### Древняя Греция

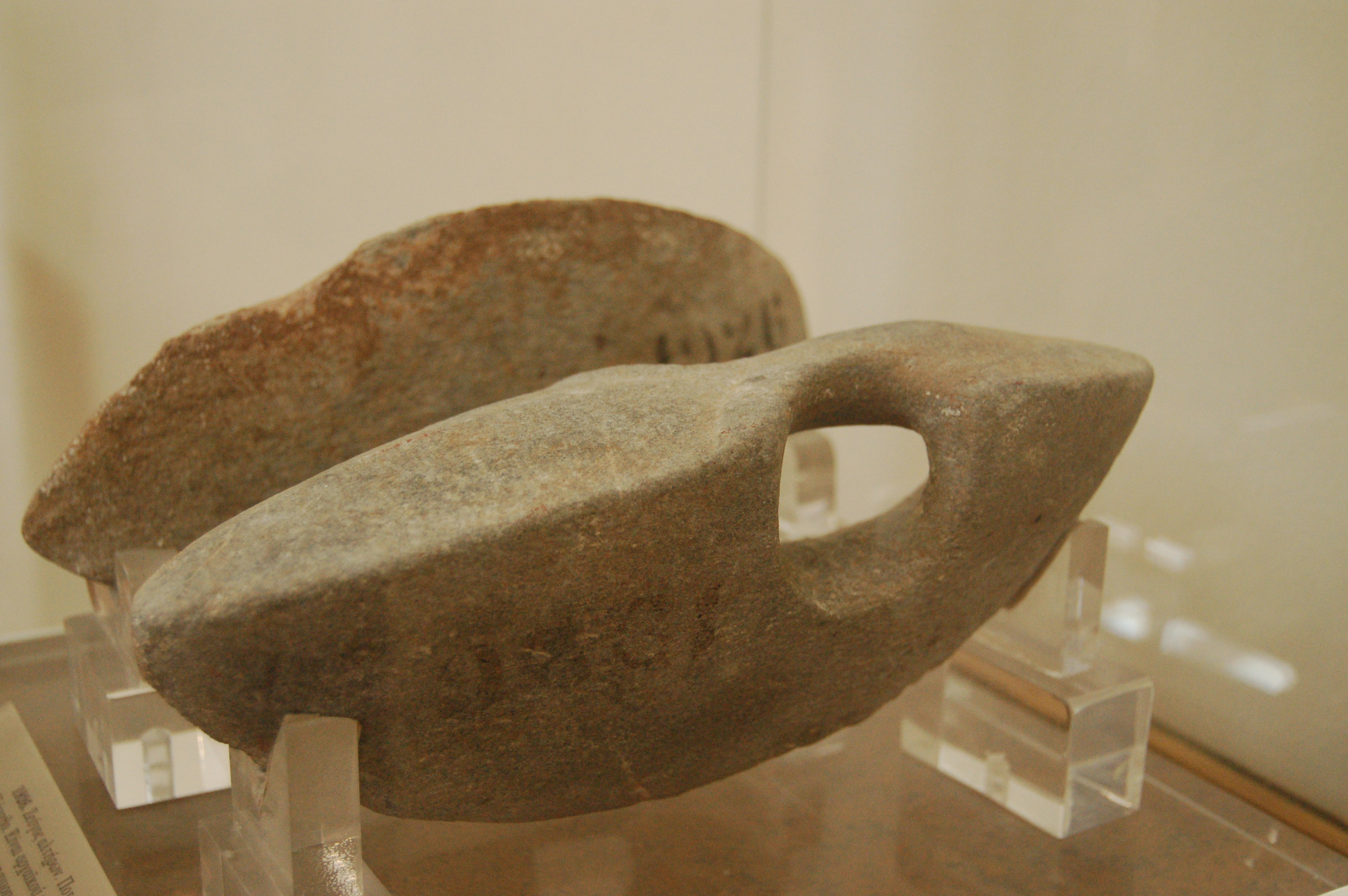
Гантели (гальтерес), использовавшиеся в древней Греции, Национальный археологический музей (Афины)

В древней Греции гантели, называвшиеся гальтерес (греч. ἁλτῆρες, ср. фр. haltère) использовались не только для соревнований в поднятии тяжестей, но и для прыжков в длину. К 3-метровому прыжку отбрасывание гантелей назад добавляет 17 см. В тройном прыжке гантели отбрасывались назад после первого или второго прыжка.

### Индия
В Индии гантели в форме булавы используются для силовой тренировки более тысячи лет. Их типичная масса была в пределах 1,8—4,5 кг. В XIX веке индийские булавы были популярны в Великобритании и США.

### Древний Рим
На древнеримских мозаиках встречаются изображения девушек, выполняющих упражнения с гантелями.

### Западная Европа
Гантели современной формы распространились в Англии во времена династии Тюдоров, где они использовались для тренировки звонарей, отсюда английское название англ. dumbbell, дословно — «немой колокол». Гантели с изменяемым весом были запатентованы в 1865.

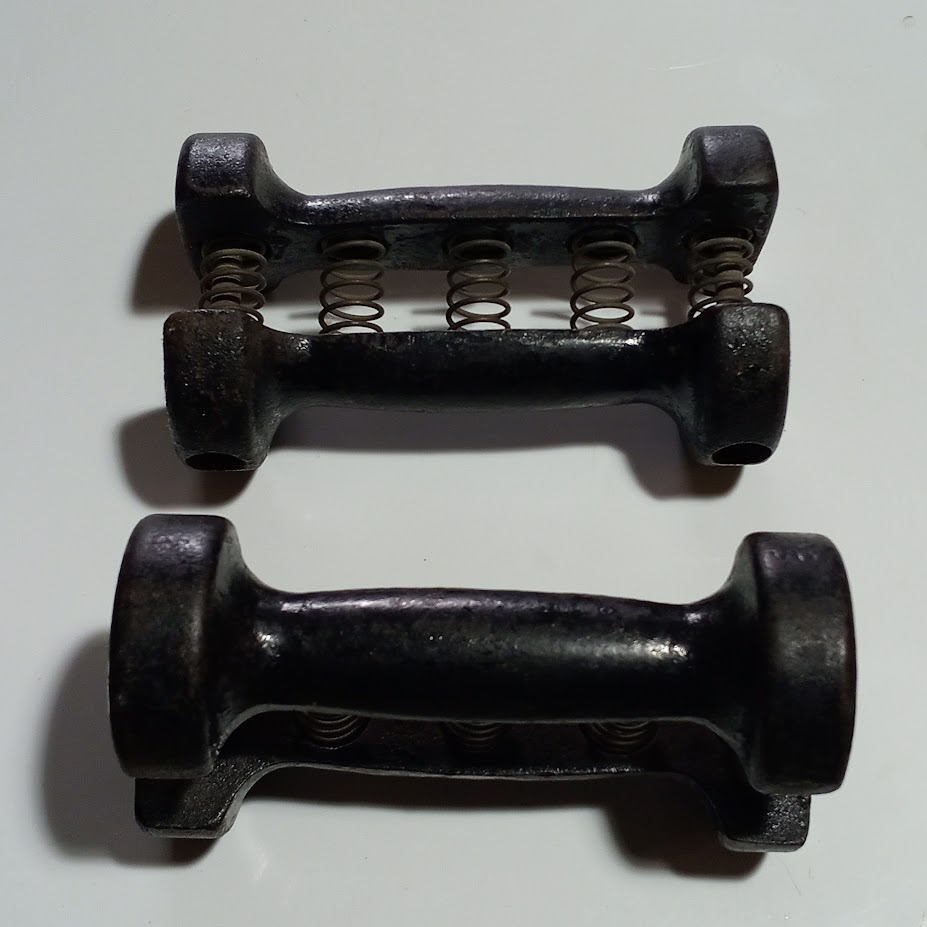
Гантели со встроенными кистевыми эспандерами производства СССР

### СССР
Во время Великой Отечественной войны упражнения с гантелями использовались как средство лечебной гимнастики при травмах, ранениях и после операций.

## Атлетический комплекс упражнений
Целями при занятиях гантелями могут быть гармоническое развитие всех мышц тела человека, нормализация веса, укрепление здоровья. Для более равномерного распределения нагрузки и последовательного увеличения её составляется атлетический комплекс упражнений. Упражнения в комплексах подбираются с таким расчётом, чтобы они охватывали все основные группы мышц и были расположены в порядке последовательно возрастающей физиологической нагрузки.